# John Wyer Automotive Engineering
J. W. Automotive Engineering, également typographiée JW Automotive Engineering Ltd, est une écurie de sport automobile britannique fondée en 1966 par John Wyer et John Willment, à la suite de la fermeture par Ford de Ford Advanced Vehicles, basée à Slough. JWAE reprit les installations de Slough et continua la fabrication de GT40 pour Ford.
Contrairement à ce qu’on lit souvent, les lettres JW ne sont pas les seules initiales de John Wyer, mais celles des deux fondateurs et donc le nom complet de l’équipe est « J.W. Automotive Engineering » et non « John Wyer Automotive Engineering ».
L'écurie est notamment connue pour avoir popularisé les couleurs du pétrolier américain Gulf dans le monde du sport automobile et de l'automobile en général.
L’écurie a remporté à deux reprises les 24 Heures du Mans avec Ford et sa GT40, en 1968 et 1969. 
Fait unique dans l’histoire de l’épreuve, c’est le même châssis (P/1075) qui va remporter ces deux victoires consécutives.
En vue de la saison 1970, l'écurie s'associe avec Porsche et dès la fin de l’année 1969, lors d’essais conjoints avec Porsche sur le circuit de Zeltweg, tandis que les ingénieurs Porsche se concentrent sur les suspensions pour tenter de régler les problèmes d’instabilité de la 917, l’ingénieur en chef de JWAE, John Horsman, remarque l’absence d’insectes collés sur la partie arrière de la carrosserie, signe qu’il n’y a à cet endroit aucune pression aérodynamique. Les mécanos bricolent alors une plaque d’aluminium qu’ils fixent sur le capot arrière pour lui donner une forme en pente vers le haut et non plus vers le bas, et aussitôt la tenue de route de la 917 est améliorée, ce qui conduira ensuite à la version 917K (pour « Kurzheck ») qui dominera les saisons 1970 et 1971.
JWAE remporte les 24 Heures de Daytona mais est devancée par l'écurie Porsche Salzburg de Louise Piech Porsche lors des 24 Heures du Mans. En 1971, John Wyer Automotive remporte a nouveau les 24 Heures de Daytona devant les Porsche 917 K de Martini Racing. Mais au Mans, l'écurie britannique est vaincue à la régulière par la Porsche 917-053 de l’autre équipe officielle qui roule sous les couleurs de Martini.
En 1975, l'écurie de John Wyer prend le nom de Gulf Research Racing Co. et, après le retrait de Matra et de Ferrari, remporte une troisième fois les 24 Heures du Mans avec la Mirage GR8. 
John Wyer prendra alors sa retraite et vendra les actifs de l’équipe à Harley Cluxton. 
Au cours de sa carrière, John Wyer Automotive remporte vingt-et-une courses comptant pour le championnat du monde des voitures de sport, ainsi que dix courses hors-championnat du monde.

## Histoire

### Création de l'écurie (1964-1967)

#### Rapports compliqués entre John Wyer et Ford (1964-1966)
Dans les années 1960, le constructeur américain Ford se donne pour objectif de remporter les 24 Heures du Mans. Pour y parvenir, la firme américaine recherche un homme dont l'expérience n'est plus à prouver. En 1964, John Wyer, un britannique de cinquante-sept ans, reconnu pour avoir fait briller Aston Martin dans la Sarthe en 1959 est placé aux commandes de la société Ford Advanced Vehicles (FAV). Mais en fin d'année, il est démis de ses fonctions et est remplacé par Carroll Shelby,. La cause de ce départ résulte d'une vision différente de la conception des voitures, qui porte notamment sur l'augmentation de la cylindrée des moteurs. L'idée est défendue par les dirigeants de Ford qui la trouvent essentielle, afin de jouer la victoire au 24 Heures du Mans, mais pas nécessairement par John Wyer. C'est ainsi que débute la conception de la Ford GT40 Mk II. La Mk I étant dorénavant destiné aux écuries privées. Néanmoins, Wyer est convaincu qu'avec plus de temps et d'autonomie, la Mk I aurait pu l'emporter. Mais en juin 1966, Ford réalise un triplé aux 24 Heures du Mans avec la Mk II, l'éviction de John Wyer donne raison à la firme de Détroit. À la suite de la victoire acquise au Mans et une fois que les cinquante exemplaires nécessaire à l'homologation de la Mk II dans la catégorie Sport sont fabriqués, Ford Motor Company prévoit de mettre un terme aux activités de la filiale Ford Advanced Vehicles.

#### Rapprochement entre John Wyer et le pétrolier Gulf Oil (1966)
En janvier 1966, John Wyer rencontre Grady Davis, le vice-président de l’entreprise pétrolière Gulf Oil Corporation à l'occasion d'une séance d'essais organisée par Ford sur le circuit de Sebring. En parallèle à son éviction de la présidence de FAV, les deux hommes multiplient les rencontres sur le site de l'atelier de FAV basé à Slough (Berkshire). Les couleurs du pétrolier sont, jusqu'alors, inconnues. La dernière apparition de Gulf Oil en tant que client remonte à la fin des années 1930 et au début des années 1940, du temps du partenariat avec le constructeur automobile Miller. Davis, désireux de faire courir son pilote préféré Dick Thompson, décide de passer commande d'une Ford GT40. La voiture, peinte en bleu foncé, décorée d'un liseré orange et muni d'autocollants aux couleurs du pétrolier, est livrée en avril 1966. Elle permet à l'écurie de disputer quelques courses sur le continent américain. Également homologuée pour la route, Davis s'en sert comme voiture personnelle. Dans les mois qui suivent, un contrat de sponsoring est signé dans la ville de Pittsburgh. Le contrat est signé dans l'optique d'engager deux châssis en championnat du monde des voitures de sport pour la saison 1967. À la suite de la signature du contrat, Ford laisse à Wyer les ateliers de Slough (ex FAV), ce qui lui permet d'organiser la préparation des GT40. Wyer préfère néanmoins s'associer avec John Willment, un homme d'affaires impliqué de manière importante dans la course automobile, avec qui il crée l'écurie JW Automotive Engineering (JWAE) ; contrairement à ce qu'on lit souvent, la société s'appelait bien JW, représentant à la fois les initiales de Wyer et celles de Willment. Certes, l'omniprésence de Wyer sur les circuits a fini par faire croire que ces initiales étaient les siennes, mais ce n'était pas le cas, le rôle de Willment, bien que moins visible, n'était pas moins important. John Wyer ne tarde pas à nommer son directeur technique : John Horsman et son team manager : David York. Horsman est un jeune ingénieur diplômé de l'université de Cambridge. Il a commencé sa carrière en sport automobile chez Aston Martin avant de rejoindre Wyer. Quant à Yorke, il est un ancien dirigeant des écuries de Vanwall en Formule 1 et Essex Wire dont les GT40 étaient préparées dans les ateliers de FAV.

### Première saison et premières victoires en championnat du monde des voitures de sport (1967)

#### Création de Mirage
L'écurie commence réellement ses activités en sport automobile le 1er janvier 1967. Len Bailey (en), ingénieur ayant travaillé pour Ford Europe, du temps de la Ford P68, a également réalisé une version allégée de la GT40, notamment grâce à un pavillon moins large. Cette étude intéresse les hommes de JWAE qui la rachète pour quelle serve de fondement à la Mirage M1. Cependant, Ford ne souhaite pas apposée son identité sur le modèle de l'écurie britannique. Le manufacturier de pneumatique Goodyear ne souhaite pas apporté son aide au projet. Caroll Shelby, qui semble proche du responsable de la compétition du fabricant de pneumatiques lui annonce que « Wyer et la GT40 sont obsolètes ». Les Mirages font donc confiance au manufacturier Firestone,.

#### Choix des pilotes et première course à Daytona, devant les Ford de l'usine

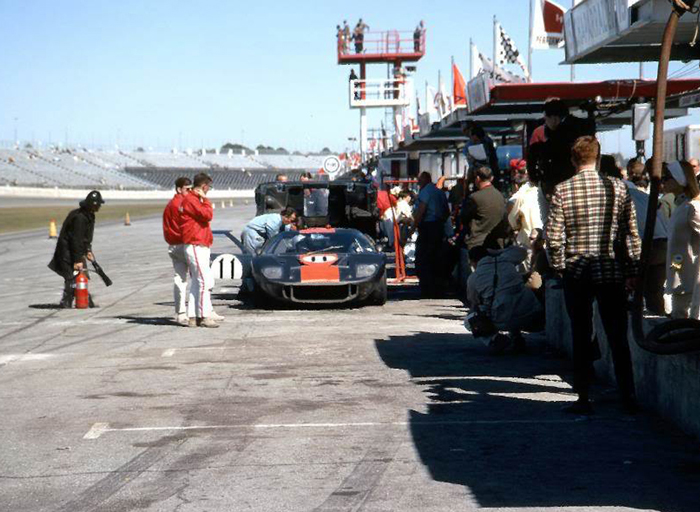
Lors des 24 Heures de Daytona, la Ford GT40 Mk I pilotée par Jacky Ickx et Dick Thompson (ici lors d'un ravitaillement), première auto de l'écurie à courir sous les couleurs du pétrolier Gulf, se classe sixième de la course, devant les six Ford GT40 Mk II de l'usine.

Au sein de l'écurie Essex Wire, David Yorke a fait courir Jacky Ickx lors des 24 Heures du Mans 1966. Le Belge est également vainqueur des 24 Heures de Spa sur BMW 2000 Ti. Pour Grady Davis Dick Thompson est meilleur : « Qui est Ickx ? Thompson n'en fera qu'une bouchée ! » déclare-t-il. Début janvier 1967, les 24 Heures de Daytona approchent et la Mirage M1 n'est pas prête. Davis, désireux de faire courir son écurie, propose d'engager sa Ford GT40 personnelle. L'auto, qualifiée treizième sur la grille, franchit la ligne à la sixième place du classement général, tout en remportant la catégorie Sport. La Ford décorée aux couleurs Gulf termine devant les six Mk II engagée par l'usine et sauve ainsi l'honneur face au triplé que vient de réalisé Ferrari,. En mars, la Ford, pilotée par Ed Lowther et Dick Thompson, abandonne sur problème moteur aux 12 Heures de Sebring.

#### Victoire à Spa et fin de saison en championnat compliquée
Le 8 avril 1967, à l'occasion des essais préliminaires des 24 Heures du Mans, la Mirage M1 est dévoilée pour la première fois au public. La livrée bleu foncé de la GT40 est délaissée au profit d'un bleu ciel. La meilleure des deux Mirage-Ford engagées termine la journée au sixième rang. Environ deux semaines plus tard, la M1 fait ses débuts en compétition dans le cadre des 1 000 kilomètres de Monza. Le premier équipage, composé de Jacky Ickx et Alan Rees renonce en raison de problèmes d'allumage. Mais le seconde Mirage, pilotée par Piper et Thompson, se classe neuvième. Moins d'une semaine plus tard, Ickx se qualifie en première ligne sur la grille de départ des 1 000 kilomètres de Spa. Au départ, le Belge s'empare de la première place et, sous la pluie, il domine les autres équipages, allant décrocher sa première victoire en sport-prototype. Avec Thompson, il signe un premier succès en championnat du monde pour l'écurie. La seconde voiture engagée ne boucle que sept tours et abandonne sur accident. À la suite de nombreux problèmes moteur, les autres manches de la saison ne sont pas aussi fertiles. Ickx et Attwood abandonnent au Nürburgring (crevaison), tandis que Piper et Thompson ne prennent pas le départ (accident aux essais). En juin, au Mans, aucune des trois voitures engagées ne parvient à franchir la ligne d'arrivée. La Mirage de Piper et Thompson renonce (soupape d'admission cassée), celle de Ickx et Brian Muir également (joint de culasse). Quant à la Ford GT40 pilotée par Mike Salmon et Brian Redman, elle perd son bouchon de réservoir à carburant et prend feu,. À Brands-Hatch, Thompson  qui fait équipe avec Pedro Rodriguez, sort de la piste et abandonne.

#### Domination sans égal dans les courses hors championnat du monde
En fin de saison, la filiale Gulf Suède, souhaite s'impliquer dans le programme sportif de John Wyer. L'association s'avère fructueuse puisque l'écurie signe un doublé à Karlskoga, avec Ickx devant Joakim Bonnier. À Sharpnäk, près de Stockholm, les Mirage réalise un autre doublé avec Bonnier devant Paul Hawkins. Au mois d'octobre, le duo Ickx-Hawkins s'impose lors des 1 000 kilomètres de Paris. Début novembre, à Kyalami, c'est avec Redman que Ickx s'impose une nouvelle fois,.

### Reprise de la Ford GT40 Mk I et victoire aux 24 Heures du Mans (1968)
Pendant l'intersaison, la réglementation évolue, la cylindrée maximale autorisée passe à 3 000 cm3 pour la catégorie Prototype (P) et celle des voitures de la catégorie Sport (S) à 5 000 cm3. La Mirge M1 et son moteur de 5,7 litres est désormais plus admissible en catégorie P. John Wyer décide alors d'engager la Ford GT40 en Sport, qui elle, est dotée d'un moteur d'une cylindrée de 4,9 litres,. Ce changement n'est pas sans conséquence pour la liste des engagés, qui voit la défection de la Scuderia Ferrari. Ford et Porsche sont dorénavant cités comme étant les grands favoris de l'édition 1968.